# 요아나 코보
요아나 코보(Yohana Cobo, 1985년 1월 12일 ~ )는 스페인의 배우이다.

## 출연 작품
- 마리사 인 더 우즈 (2016)
- 롤리타 클럽의 사랑 노래 (2007)
- 귀향 (2006)
- 스쿨 아웃 (2005)
- 7번째 날 (2004)
- 온리 휴먼 (2004)
- 천사의 살인 (2002)
- 디오스 (2001)
- 왓 유 네버 뉴 (2000)